# QPRT
QPRT (англ. Quinolinate phosphoribosyltransferase) – білок, який кодується однойменним геном, розташованим у людей на 16-й хромосомі. Довжина поліпептидного ланцюга білка становить 297 амінокислот, а молекулярна маса — 30 846.
| 10         |  | 20         |  | 30         |  | 40         |  | 50         |
| ---------- |  | ---------- |  | ---------- |  | ---------- |  | ---------- |
| MDAEGLALLL |  | PPVTLAALVD |  | SWLREDCPGL |  | NYAALVSGAG |  | PSQAALWAKS |
| PGVLAGQPFF |  | DAIFTQLNCQ |  | VSWFLPEGSK |  | LVPVARVAEV |  | RGPAHCLLLG |
| ERVALNTLAR |  | CSGIASAAAA |  | AVEAARGAGW |  | TGHVAGTRKT |  | TPGFRLVEKY |
| GLLVGGAASH |  | RYDLGGLVMV |  | KDNHVVAAGG |  | VEKAVRAARQ |  | AADFTLKVEV |
| ECSSLQEAVQ |  | AAEAGADLVL |  | LDNFKPEELH |  | PTATVLKAQF |  | PSVAVEASGG |
| ITLDNLPQFC |  | GPHIDVISMG |  | MLTQAAPALD |  | FSLKLFAKEV |  | APVPKIH    |

A: Аланін

C: Цистеїн

D: Аспарагінова кислота

E: Глутамінова кислота

F: Фенілаланін

G: Гліцин

H: Гістидин

I: Ізолейцин

K: Лізин

L: Лейцин

M: Метіонін

N: Аспарагін

P: Пролін

Q: Глутамін

R: Аргінін

S: Серин

T: Треонін

V: Валін

W: Триптофан

Кодований геном білок за функціями належить до трансфераз, глікозилтрансфераз.